# یواس‌اس گلدیولا (اس‌پی-۱۸۴)
یواس‌اس گلدیولا (اس‌پی-۱۸۴) (به انگلیسی: USS Gladiola (SP-184)) یک کشتی بود که طول آن ۶۸ فوت ۸ اینچ (۲۰٫۹۳ متر) بود. این کشتی در سال ۱۹۱۱ ساخته شد.